# Бугаевка (Шевченковский район)
Бугаевка (укр. Бугаївка) — село, 
Гетмановский сельский совет,
Шевченковский район,
Харьковская область.
Село ликвидировано.

## Географическое положение
Село Бугаевка находится между сёлами Лелюковка и Журавка (~1 км).